# 朝鮮民主主義人民共和国国立交響楽団
朝鮮（民主主義人民共和国）国立交響楽団（ちょうせん（みんしゅしゅぎじんみんきょうわこく）こくりつこうきょうがくだん、조선국립교향악단）は、朝鮮民主主義人民共和国の交響楽団である。略称はSSO。

## 歴史
朝鮮国立交響楽団（以下、SSOと記す）は、1946年8月8日に『中央交響楽団』として創設された。1947年1月からは国立芸術劇場の構成メンバーとなった。通常のコンサートのみならずオペラやバレエの演奏に参加し、キム・スンナム作曲による朝鮮半島における初のグランド・オペラ『人民の指揮官』の初演を行った。
1956年には『国立芸術劇場交響楽団』として国立芸術劇場から独立して活動するようになり、1969年からは朝鮮芸術映画撮影所のオーケストラと合同で映画音楽の録音を行うようになった。しかし、1971年に血の海歌劇団の一員として再び国立芸術劇場の傘下に入った。
1970年代に『アリラン』『青山が原に豊年が来たよ』ピアノ協奏曲『朝鮮は一つだ』ヴァイオリン協奏曲『郷愁歌』交響曲『血の海』など、現在に至るまでよく知られている多くの北朝鮮の管弦楽曲を初演した。
1980年に、再び国立芸術劇場から独立し、現在の名称となる。1982年に韓国の作曲家尹伊桑の管弦楽曲『光州よ、永遠に』を北朝鮮で初めて演奏した。1985年に4月に行われた『第4回春の親善芸術祭典』において日本音楽家代表団団長團伊玖磨の指揮で演奏。1986年にワルシャワ現代音楽祭に招待されたのをきっかけにポーランドへの演奏旅行を行い、尹伊桑の作品を演奏した。このときにハインツ・ホリガー、オーレル・ニコレと共演した。1989年には東ベルリンで行われた現代音楽祭『ビエナール』に招待され、オリヴィエ・メシアン、ジークフリート・マトゥスらの作品を演奏した。これまでに、ポーランドの他にブルガリア、ルーマニア、東ドイツ、中国、ソ連、日本および韓国へ演奏旅行を行っている。
2000年5月には、北朝鮮における最高の栄誉である金日成勲章を授与された。
2007年1月、『小沢征爾氏に常任指揮者就任を打診したが断られた』という発表がなされたが、小沢征爾サイドはこの事実そのものを否定している。
2008年2月27日、平壌公演のため訪朝中のニューヨーク・フィルハーモニックの団員ならびに指揮者のロリン・マゼールとの共演が実現した。牡丹峰劇場で行なわれた私的な演奏会において、まず両団体から4名ずつ計8名がメンデルスゾーンの八重奏曲を演奏し、その後マゼールがワーグナーの『ニュルンベルクのマイスタージンガー』前奏曲とチャイコフスキーの『ロメオとジュリエット』を指揮した。
2009年5月にロンドン・ソウル・ニューヨークでの巡回公演が計画されていたが、実現していない。
2011年10月、日本の指揮者井上道義が、日本人として初めて公式にSSOの定期演奏会に客演した。（前述の通り、1985年に團伊玖磨が既にSSOを指揮しているが、これは定期演奏会への客演ではない）
2011年9月にはチョン・ミョンフンの指揮により銀河水管弦楽団と共演。

## レパートリー・本拠地と指揮者
SSOは北朝鮮で唯一の西洋のスタイルを持つオーケストラであるが、改良された朝鮮の伝統的な管楽器や声楽・器楽のソリスト、北朝鮮の作曲家と密接な関係を持っている。SSOのプログラムの70%を北朝鮮の作曲家による管弦楽曲・室内楽曲が占め、西洋の作曲家の作品は全体の30%である。
ポーランド公演の際にはチャイコフスキーの演奏をした。
2006年12月にはモーツァルト生誕250周年を記念する特別演奏会を牡丹峰劇場で行った。
本拠地は牡丹峰劇場であり、平壌直轄市の牡丹峰区域にある。
SSOの首席指揮者は1969年から金炳華（キム・ビョンファ）が務めていたが、2011年現在すでに退任し、その後首席指揮者を張龍植（チャン・リョンシク）が務めた。准首席指揮者を金貞均（キム・ジョンギュン）が務め、崔成光（チョ・グァンソン）、ホ・ムンヨンが准指揮者を務めた。客演指揮者として、これまでにキム・イルジン、ハン・ヨンサン、趙貞林、リ・ジンム、金洪才、フランシス・トラヴィス、井上道義が出演している。
2008年5月に、ウィーン留学経験を持つ金元均名称平壌音楽大学指揮科教員のチェ・ジュヒョクが客演指揮者に就任した。
2008年7月に、2002年から准首席指揮者を務めていたキム・ホユンが退任し、尹伊桑管弦楽団の指揮者に就任した。
現在のコンサートマスターはチョ・ギヒョクである。

## 韓国の音楽家とのコラボレーション
1998年、尹伊桑統一コンサートにおいて韓国の指揮者パク・ビョンフンと共に『アリラン』を演奏した。2年後の2000年、初めて韓国を訪問した。このときはソウルで2回の演奏会を行い、さらには『団結』演奏会と称してKBS交響楽団との合同演奏会を2回行なった。2002年にKBS交響楽団が平壌を訪問した際にも合同演奏会を行なった。これらの演奏会においてスミ・ジョー、チャン・ハンナら韓国の演奏家と共演を果たした。

## 録音
1980年代に日本のカメラータ・トウキョウから「第一交響曲」や「光州よ永遠なれ」などを演奏した尹伊桑作品のCDを2つリリースした。2000年以降は北朝鮮のレーベル『KMC』から北朝鮮の作曲家の管弦楽曲をリリースするようになった。2005年にはキム・ホユンの指揮による、ショスタコーヴィチの交響曲第7番『レニングラード』をリリース。これがKMCから発売された初めての外国の作曲家の作品となった。